# George Francis FitzGerald
George Francis FitzGerald (Dublin, 3. kolovoza 1851. – Dublin, 22. veljače 1901.), irski fizičar. Profesor fizike na Sveučilištu u Dublinu od 1881. U svojim istraživanjima Maxwellove teorije zaključio da se elektromagnetski valovi mogu proizvesti oscilatornim izbijanjem električnog kondenzatora (ubrzo je H. R. Hertz istom metodom pokusima dokazao postojanje elektromagnetskih valova). Michelson-Morleyjev pokus, u kojem je pokazana neovisnost brzine svjetlosti o kretanju, FitzGerald je objasnio hipotezom o kontrakciji tijela u smjeru gibanja; tu je hipotezu neovisno o njemu izveo H. A. Lorentz iz Maxwellove teorije (Fitzgerald-Lorentzova kontrakcija). FitzGerald je izvodio i pokuse s registriranjem elektromagnetskih valova prilikom oluja.

## Kontrakcija dužine
Kontrakcija dužine je skraćivanje fizikalnog tijela u smjeru gibanja pri gibanju brzinom koja je usporediva s brzinom svjetlosti za faktor {\displaystyle {\sqrt {1-{\frac {v^{2}}{c^{2}}}}}}, gdje je: v - brzina gibanja tijela, c - brzina svjetlosti. Hipotezu je prvi postavio G. F. FitzGerald 1892., a neovisno o njemu i H. A. Lorentz 1895., koji je do 1904. razvio teorijski pristup. A. Einstein je Lorentz-FitzGeraldovu postavku uzeo kao jednu od osnova posebne teorije relativnosti. Njezina duljina L u sustavu mirovanja mjeri se kraćom od one vlastite L0 u sustavu koji se giba brzinom v, po jednakosti:
{\displaystyle L={\frac {L_{0}}{\gamma (v)}}=L_{0}\cdot {\sqrt {1-{\frac {v^{2}}{c^{2}}}}}}
gdje je: v - je relativna brzina između promatrača i objekta koji se kreće, c -  brzina svjetlosti. Dimenzije nekoga tijela ne mogu se isto tako apsolutno odrediti kao ni vrijeme, jer i one ovise o stanju opažača.